# Keulenfuß-Trichterling
Der Keulenfuß-Trichterling oder Keulenfüßige Trichterling (Ampulloclitocybe clavipes, Syn. Clitocybe clavipes) ist eine Pilzart aus der Familie der Schnecklingsverwandten (Hygrophoraceae). Die Fruchtkörper erscheinen von Juli bis November in Nadelwäldern bei Kiefern und Fichten. Der Pilz gilt als giftverdächtig und  soll bei gleichzeitigem Alkoholgenuss leichte Vergiftungserscheinungen hervorrufen.

## Merkmale

### Makroskopische Merkmale
Der Hut ist 4–6 (–10) cm breit, anfangs flach gewölbt, dann ausgebreitet und bisweilen schwach niedergedrückt. Die Hutmitte trägt stets einen schwammigen, stumpfen und eindrückbaren Buckel. Die glatte, trockene, mehr oder weniger seidig-faserige Oberfläche ist graubraun bis braun-oliv gefärbt. Der leicht gerippte Rand ist heller bis fast weißlich gefärbt. 
Die weißlichen bis blassgelben, ziemlich breiten Lamellen laufen sichelförmig am Stiel herab. Sie sind teilweise gegabelt und untermischt, ihre Schneiden sind glatt. Das Sporenpulver ist weißlich bis blass cremefarben. 
Der Stiel ist 4–7 (–10) cm lang und innen voll bis schwammig, im Alter auch hohl. Die Stieloberfläche ist längsfaserig und weißlich bis blassbräunlich und insgesamt etwas heller als der Hut gefärbt. Die weißfilzige Stielbasis ist auffallend keulig aufgetrieben und wird bis zu 3 cm breit. Das Fleisch ist weich, weißlich und schwammig und bei Regen meist mehr oder weniger vollgesogen. Es riecht schwach pilzartig-würzig bis mandelartig und schmeckt mild.

### Mikroskopische Merkmale
Die elliptischen, mehr oder weniger tränenformigen Sporen sind laut Laux 5–7 µm lang und 3–4 µm breit. Laut Bon messen sie 9–10 × 5 µm. Sie sind glatt und durchscheinend (hyalin).

## Ökologie und Verbreitung
Die Fruchtkörper des Keulenfuß-Trichterlings erscheinen von Juli bis November in vorwiegend bodensauren Nadelwäldern, seltener auch in Laubwäldern mit eingestreuten Fichten oder Kiefern. Der Keulenfuß-Trichterling ist in ganz Europa weit verbreitet und ziemlich häufig, aber gebietsweise rückläufig.

## Bedeutung
Der Keulenfuß-Trichterling ist kein Speisepilz, da er mit Alkohol genossen unter Umständen giftig wirkt. 2002 konnten fünf Fettsäurederivate, darunter drei neue Verbindungen, aus dem Pilz isoliert werden, die die Aldehyddehydrogenase in vitro hemmten. Ihre Strukturen wurden durch Spektralanalysen aufgeklärt.